# Ammonastes
Genre
Ammonastes est un genre monotypique de passereaux de la famille des Thamnophilidae. Il comprend une seule espèce d'alapis.

## Taxonomie
En 2018 le congrès ornithologique international  a séparé le genre Ammonastes  du genre Myrmeciza après une étude de phylogénétique moléculaire par Isler, Bravo & Brumfield qui a montré la paraphylie de ce dernier.

## Répartition
Ce genre se trouve à l'état naturel dans le Nord de l'Amérique du Sud.

## Liste des espèces
Selon la classification de référence du Congrès ornithologique international (version 8.1, 2018) :
- Ammonastes pelzelni (Sclater, PL, 1890) — Alapi à ventre gris, Alapi à joues blanches, Fourmilier de Pelzeln